# Eublemma parvisi
Eublemma parvisi är en fjärilsart som beskrevs av Emilio Berio 1940. Eublemma parvisi ingår i släktet Eublemma och familjen nattflyn. Inga underarter finns listade i Catalogue of Life.